# Linofrínids
Els linofrínids (Linophrynidae) són una família de peixos teleostis de l'ordre Lophiiformes.

## Característiques
Són petits peixos de les zones abissals marines. Se'n coneixen vint-i-set espècies repartides en cinc gèneres diferents, distribuïdes per les aigües tropicals i subtropicals de tots els oceans.
Els mascles són molt més petits que les femelles i s'aferren a aquestes fins que llurs sistemes de circulació sanguínea es fonen.

## Gèneres
- Acentrophryne
- Borophryne
- Haplophryne
- Linophryne
- Photocorynus